# Melisenda Jeruzalémská
Melisenda Jeruzalémská (1105? – 11. září 1161) byla jeruzalémskou královnou, dcerou Balduina II. a arménské princezny Morphie.

## Život
Melisenda byla jednou ze čtyř dcer krále Balduina, který se mužského potomka nedočkal. Roku 1129 proto provdal Melisendu za ovdovělého hraběte Fulka z Anjou. Fulko byl o dva roky později po tchánově smrtí korunován jeruzalémským králem a Melisenda jeho spoluvládkyní. Spoluvláda byla sice zřejmě zakotvena v manželské smlouvě, ale Fulko se zpočátku pokoušel vládnout samostatně a až rozkol v zemi a silná podpora Melisendy poddanými jej přiměly ke změně názoru. Poté již vládli společně.
Fulko roku 1143 na lovu tragicky spadl z koně a zemřel. Ovdovělá Melisenda se stala regentkou staršího, ale stále nezletilého syna Balduina a to až do roku 1153. Rádcem královny vdovy byl konetábl Manassès z Hierges.
| „              | ... byla velmi moudrá žena, dostatečně zkušená takřka ve všech oblastech státní správy, která zcela přemohla omezení svého pohlaví, takže se mohla ujmout významných záležitostí... | “ |
| — Vilém z Tyru | |   |

Založila jeruzalémský konvent sv. Anny na místě, kde podle jedné z tradic byl rodný dům Panny Marie. 